# Touch ID

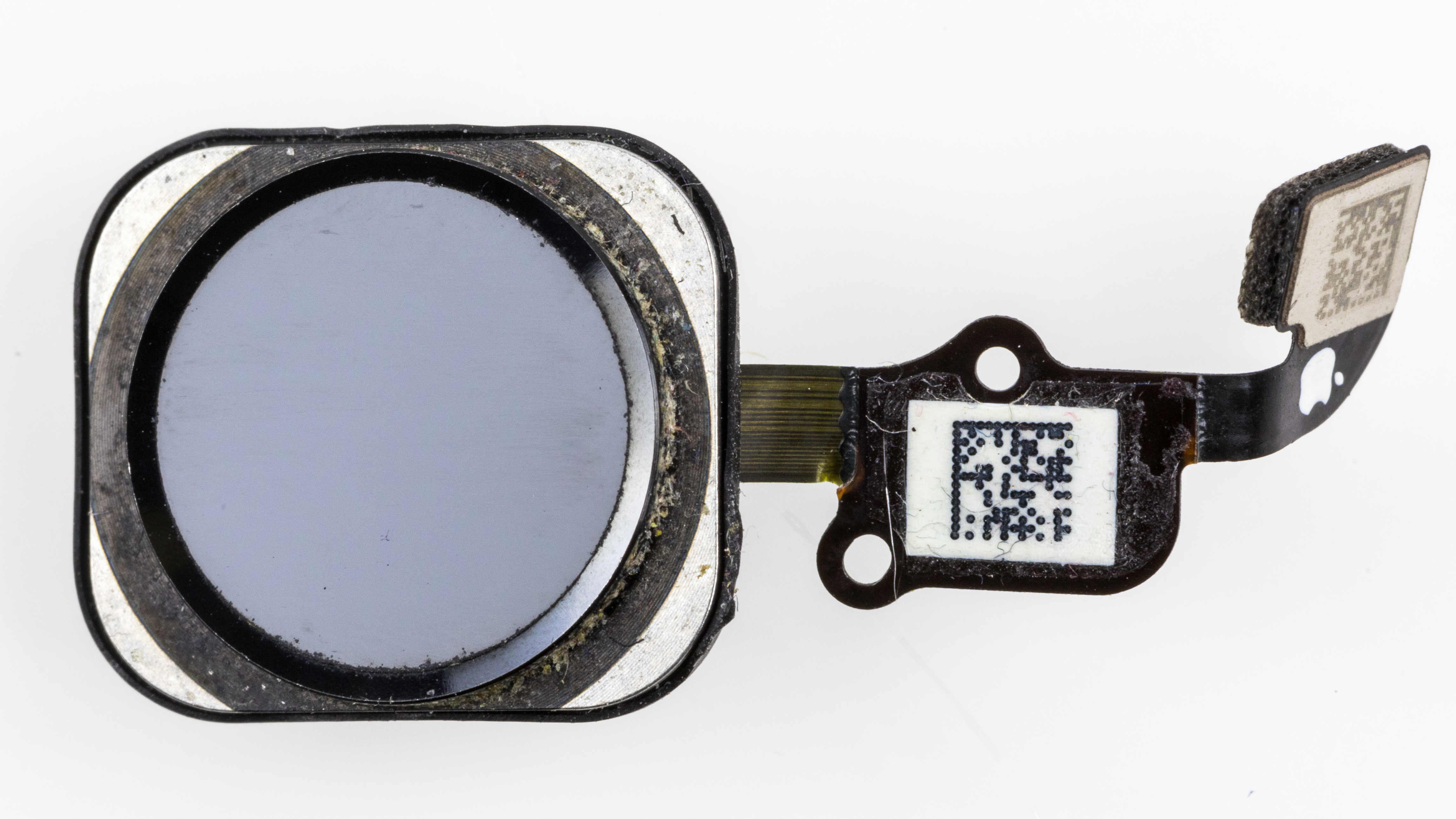
Touch ID, iPhone 6s

Touch ID — сканер відбитків пальців, розроблений компанією Apple. На поточний момент встановлений в iPhone 5s, iPhone 6,  iPhone 6 Plus, iPhone 6s, iPhone 6s Plus, iPhone SE, iPhone 7, iPhone 7 Plus, iPhone 8, iPhone 8 Plus, iPhone SE 2020, iPhone SE 2022; планшетах iPad Pro 9.7, iPad Pro 12.9, iPad Air 2 та iPad mini 3, iPad mini 4. За твердженням Apple, Touch ID глибоко інтегрований в iOS 7 і дозволяє користувачам розблокувати смартфон, а також здійснювати покупки в App Store, iTunes Store і iBookstore за допомогою відбитку одного з пальців.

## Пристрій
Touch ID вбудований в кнопку Home, яка покрита сапфіровим склом, яке має хороший захист від подряпин. Крім цього, дане скло виконує функцію лінзи. Навколо датчика розташоване металеве кільце, яке дозволяє визначити дотик і активувати Touch ID без безпосереднього натиснення кнопки.
Вбудований в гаджет ємнісний КМОН-датчик проводить сканування подушечки пальця, використовуючи роздільну зданість в 500 ppi (розмір одного пікселя становить 170 мкм), після чого розпізнає малюнок, навіть якщо палець знаходиться під різними кутами. За заявою Apple, датчик зчитує інформацію з підшкірного шару, що, однак, не створює додаткових складнощів у використанні. КМОН-сенсор Touch ID являє собою набір мікроконденсаторів, що створюють образ з рельєфом пальця, який прикладається, тобто, його відбиток. Технологія розроблена компанією AuthenTec.
Під датчиком знаходиться перемикач, що реєструює натискання кнопки Home. Дана конструкція кріпиться до корпусу на спеціальній пластині, а від датчика йде шлейф до центрального процесора.